# Brighton, Vermont
Brighton är en kommun (town) i Essex County i delstaten  Vermont, USA. Vid folkräkningen år 2010 var kommunens invånarantal 1 222 personer.
Det ursprungliga ortnamnet var Gilead som ändrades till Random. Namnet Brighton togs officiellt i bruk år 1832.
Politikern Porter H. Dale och underhållaren Rudy Vallée var födda i byn Island Pond, som ingår i kommunen Brighton.